# بلادبورن
بلادبورن (به انگلیسی: Bloodborne) یک بازی ویدئویی به سبک نقش‌آفرینی اکشن است که توسط فرام سافتور توسعه یافته و به‌وسیلهٔ سونی کامپیوتر انترتینمنت به‌طور انحصاری برای کنسول پلی‌استیشن ۴ منتشر شده است. بازی توسط هیده‌تاکا میازاکی، کارگردان بازی‌هایی نظیر ارواح شیطانی و دارک سولز، کارگردانی شده است. بلادبورن در ۹ ژوئن ۲۰۱۴، برای اولین بار در کنفرانس سونی در نمایشگاه ای۳ ۲۰۱۴ با نشان دادن تریلری از بازی رونمایی شد. بلادبورن در مارس ۲۰۱۵ در سراسر جهان عرضه شد.
شخصیت اصلی بلادبورن یک شکارچی است، و داستان در شهر گوتیک «Yharnam»، الهام گرفته شده از دوره ویکتوریا دنبال می‌شود، که ساکنین آن به یک بیماری غیر معمول منتقله از راه خون مبتلا شده‌اند. در نهایت تلاش برای یافتن منشأ این طاعون، بازیکنان در حالی که با موجودات وحشی و مخلوقات کیهانی به مبارزه می‌پردازند، باید رمز و رازهای مجذوب کننده آن را حل کنند. بازیکنان کنترل قهرمان اصلی که قابل سفارشی‌سازی است را بر عهده دارند و روند بازی بر پایه مبارزات مبتنی بر سلاح و اکتشافات متمرکز است. بازیکن با دشمنان مختلفی همچون غول آخر به مبارزه می‌پردازد، و از آیتم‌های شمشیر یا سلاح گرم در طول داستان استفاده می‌کند و به کاوش در مکان‌های مختلف بازی، تعامل با شخصیت غیرقابل‌بازی، جمع‌آوری آیتم‌های کلیدی در داستان و کشف رمز و رازهای موجود در جهان می‌پردازد. با وجود اینکه بلادبورن شباهت‌های بسیاری به عناوین مجموعه بازی‌های سولز دارد و حتی به‌وسیلهٔ توسعه‌دهنده و کارگردان یکسان نیز ساخته شده است، اما تا حدی از آثار ادبی نویسندگانی همچون اچ. پی. لاوکرفت و برام استوکر الهام گرفته شده، و طراحی معماری برخی از مکان‌های بازی برگرفته از محل‌های واقعی دنیا مانند رومانی و جمهوری چک است.
بلادبورن با واکنش‌های مثبتی از سوی منتقدان همراه بود و به عنوان یکی از بهترین بازی‌های ویدئویی تمام دوران شناخته می‌شود، که روند بازی، به‌ویژه سطح بالای دشواری بازی، طراحی صدا، زمینه وحشت کیهانی به سبک لاوکرفت، محیط و طراحی به هم پیوسته جهان بازی مورد تحسین قرار گرفت. یک محتوای قابل دانلود تحت عنوان شکارچیان قدیمی در نوامبر ۲۰۱۵ منتشر شد. این بازی تا فوریه ۲۰۲۲، توانسته ۷.۴۶ میلیون نسخه به فروش برساند.

## روند بازی
بازی بلادبورن در سبک نقش‌آفرینی اکشن می‌باشد که از زاویهٔ دید سوم شخص دنبال می‌شود، اما نسبت به بازی‌های ارواح شیطانی و سری دارک سولز، دارای برخی تفاوت‌های قابل توجهی در روند بازی آن است. مبارزات بسیار سریع‌تر هستند و نیاز به رویکردهای تهاجمی بیشتری برای غلبه بر انبوهی از دشمنان دارد. همانند بازی‌های دیگر این سبک، ارتقاء سطح و سلاح‌ها وجود خواهد داشت و میزان استقامت نقشی اساسی در مبارزات دارد.

## داستان

### پیش زمینه
بازی در شهر مخروبه و با سبک معماری گوتیک «[Yharnam]» اتفاق می‌افتد. مدت‌ها پیش گروهی از شهروندان در دانشگاه برگینورث «Byrgenwerth» بر روی ماده ای با نام خون کهن «Old Blood» کار می‌کردند که از نظرشان درمان بیماری‌های مختلفی بود این خون‌ها از موجودات فرابشری با نام گریت وان «Great One» بدست می‌آمد که با چشم عادی قابل رویت نبودند و نیاز به بینش بالایی برای دیدنشان بود. با این حال مستر ویلم، رئیس دانشگاه بریگنورث استفاده از خون کهن را به‌طور کلی ممنوع کرد چون متوجه شد مصرف این ماده باعث ایجاد خلق و خوی وحشی بین مردم می‌شود. اما برخی از دانشجویان با مخالفت با عقیده مستر ویلم از این دانشگاه جدا شده و مؤسسه خودشان را تأسیس کردند. اولین مؤسسه مدرسه منسیس «Mensis» بود که تمرکزش بر استفاده از خون کهن جهت ارتباط گرفتن با گریت وان‌ها بود و دومین مؤسسه کلیسا شفا «Healing Church» بود که تمرکزش بر خواص درمانی خون کهن بود.
از طریق پیشرفت‌های پزشکی کلیسای شفا، یارنام تبدیل به شهر قدرتمندی شد اما همان‌طور که مستر ویلم پیش‌بینی کرده بود با گذشت زمان مردم تبدیل به هیولاهای وحشی و خونخوار شدند. در این میان فردی به نام گرمن «Gehrman»، برای برطرف کردن این مشکل کارگاهی آماده کرد تا شکارچیانی را به صورت مخفیانه برای مبارزه با هیولاها تعلیم دهد اما با گذر زمان و افزایش تعداد هیولاها کارگاه منحل شد.
با تعطیل شدن کارگاه شکارچیان، گرمن که با گریت وانی به نام مون پرزنس «Moon Presence» در ارتباط بود، توانست با قدرت آن مکانی را به هانترز دریم «Hunter Dreams» آماده کرد جایی که او مجبور می‌شد به شکارچیان دیگری که توسط گریت وان انتخاب می‌شد کمک کند تا به دستور او وظایف خود را انجام دهند، که تا زمانی که وظایف گفته شده تکمیل نشد آنها نمی‌توانستند بمیرند.

### داستان اصلی
بازیکن در نقش یک شکارچی در این بازی حضور دارد که در ابتدای بازی در یک وضعیت مرموزی از پیل بلاد «Paleblood» خون دریافت می‌کند. در ادامه شکارچی وارد هانترز دریمز شده و با گرمن که بر روی یک ویلچر آرام نشسته است رو به رو می‌شود و شروع به پیروی از دستورات وی می‌کند و از عروسکی برای اداره راه خود کمک می‌گیرد تا جلوی منبع بیماری‌ها را بگیرد. منبع بیماری‌ها در کلیسای شفابخشی می‌باشد که به شکارچی پس از رسیدن به این منطقه توصیه می‌شود از دانشگاه برگینوث دیدن کند. پس از حضور در این دانشگاه شکارچی با رام «Rom» آشنا می‌شود. با کشتن رام ارتباط بین این جهان و جهان گریت وان‌ها شکسته می‌شود و گریت وان‌ها در تمام مناطق حاضر می‌شوند. شکارچی وارد منطقه ای به نام یارگول «Yahar'gul» می‌شود که این منطقه توسط مدرسه منسیس مورد تحقیق و بررسی قرار گرفته است. شکارچی در این منطقه با د وان ریبورن «The One Reborn» مبارزه می‌کند و پس از شکستش به نایتمر آو منسیس «Nightmare of Mensis» دسترسی پیدا می‌کند. شکارچی در این منطقه با رئیس مدرسه منسیس میکولاش «Micolash» که دیوانه شده است رو به رو می‌شود. شکارچی با مرگو «Mergo» مواجه می‌شود و با کشتن مرگو دوباره به هانترز دریم بر می‌گردد. شکارچی در این لحظه با گرمن رو به رو می‌شود. گرمن به شکارچی پیشنهاد فرار کردن از رؤیا را می‌دهد و در این لحظه با هر انتخاب شاهد سه پایان برای بازی هستیم:
- با قبول کردن پیشنهاد گرمن، شکارچی توسط گرمن کشته می‌شود و در یارنام از خواب بیدار می‌شود.
- با رد کردن پیشنهاد گرمن، شکارچی گرمن را می‌کشد سپس مون پرزنس ظاهر می‌شود و با آغوش گرفتن شکارچی، وی را به عنوان مسئول هانترز دریم انتخاب می‌کند. شکارچی همانند گرمن بر روی ویلچر می‌ماند و در هانتر دریمز تا ابد زندانی می‌شود.
- با جمع کردن سه بند ناف گریت وان‌ها در بازی، هانترز با رد پیشنهاد گرمن پس از کشتن گرمن با مون پرزنس مبارزه می‌کند و پس از کشتن مون پرزنس، شکارچی خود تبدیل به یک گریت وان می‌شود.

### شکارچیان قدیمی
شکارچی در حین سفر در یارنام، با مکانی تحت عنوان هانترز نایتمر «Hunters Nightmare» آشنا می‌شود. شکارچی با گشت و گذار متوجه می‌شوند که این مکان در واقع زندانی برای شکارچیانی است که تسلیم فرمانپذیری از گرمن نشدند. شکارچی با گشت و گذار در لایه‌های مختلف هانترز نایتمر با لودویگ «Ludwig» مؤسس کلیسا شکارچیان مبارزه می‌کند و پس از آن وارد یک سالن تحقیقاتی می‌شود که در آن بر روی افراد آزمایش صورت می‌دادند. سپس در یک برج ساعت با معشوقه گرمن، ماریا «Maria» رو به رو می‌شود. ماریا که در واقع یک شکارچی تحت فرمان گرمن می‌باشد مسئول محافظت از درونی‌ترین بخش هانترز نایتمر می‌باشد. پس از کشتن ماریا، شکارچی متوجه می‌شود منشأ اصلی هانترز نایتمر در واقع دهکده فیشینگ «Fishing Village» می‌باشد، دهکده ای که در واقع یک مکان نفرین شده برای اعضای برگینورث و زیرمجموعه‌های آن، اعضای کلیسای شفا و شکارچیان برای سلاخی و آزمایشات غیرعادی بر روی افراد که موجب تبدیل افراد به موجوداتی عجیب شده است. در ادامه شکارچی به سمت ساحل کشیده می‌شود و با اورفان آو کاز «Orphan of Kos» مبارزه کرده و پس از شکست وی به هانترز نایتمر پایان می‌دهد.

## سازندگان
از میان سازندگان این بازی علاوه بر «هیده‌تاکا میازاکی» به عنوان کارگردان تیم، می‌توان به «مای هاتسویاما» و «دایسوکه ساتاکه» که طراح هنری معروف سری دارک سولز نیز بوده اشاره کرد. همچنین یک طراح ایرانی به نام «سپیده دان» گرافیک کاربردی و منوهای بازی را طراحی کرده است و هم‌اکنون عضو تیم طراحی دارک سولز ۳ و بازی‌های در پیش روی فرام سافتور است.

## بازتاب‌ها
| گردآورنده  | امتیاز |
| ---------- | ------ |
| گیم‌رنکینگز | ۹۰٫۶۶٪ |
| متاکریتیک  | ۹۲/۱۰۰ |

| ناشر                    | امتیاز  |
| ----------------------- | ------- |
| دستراکتید               | ۹/۱۰    |
| اج                      | ۱۰/۱۰   |
| الکترونیک گیمینگ مانثلی | ۹.۵/۱۰  |
| گیم اینفورمر            | ۹٫۷۵/۱۰ |
| گیم رولیشن              | ۴/۵     |
| گیم‌اسپات                | ۹/۱۰    |
| گیمز ریدار+             | [ ۸ ]   |
| گیم‌تریلرز               | ۹٫۶/۱۰  |
| آی‌جی‌ان                  | ۹٫۱/۱۰  |
| پولیگان                 | ۹/۱۰    |

بلادبورن بلافاصله پس از انتشار مورد تحسین منتقدین قرار گرفت و با میانگین امتیاز ۹۰٫۶۶ و ۹۲ از ۱۰۰ به ترتیب در وبگاه‌های گیم‌رنکینگز و متاکریتیک قرار دارد.